# Ytterby socken
Ytterby socken i Bohuslän ingick i Inlands Södre härad, ingår sedan 1971 i Kungälvs kommun och motsvarar från 2016 Ytterby distrikt.
Socknens areal var den 1 januari 1952 43,09 kvadratkilometer varav 41,04 land. År 2000 fanns här 6 300 invånare. En del av Kungälvs tätort, innefattande bland annat stationssamhället och kyrkbyn Ytterby med sockenkyrkan Ytterby kyrka, samt småorten Ulvesund ligger i socknen.

## Administrativ historik
Ytterby socken har medeltida ursprung. 1127 utbröts Kongahälla och Kongahälla församling som efter en omlokalisering 1645 av staden inom socknen namnändrades till Kungälvs stad och Kungälvs församling.
Den 1 januari 1951 (enligt beslut den 10 februari 1950) överfördes till Ytterby socken från Torsby socken ett till fastigheterna Ugglehed 1:2 och 1:3 hörande obebott område, omfattande 0,01 km² land.
Vid kommunreformen 1862 övergick socknens ansvar för de kyrkliga frågorna till Ytterby församling och för de borgerliga frågorna bildades Ytterby landskommun. Landskommunen uppgick 1971 i Kungälvs kommun. Församlingen uppgick 2015 i Kungälv-Ytterby församling.
1 januari 2016 inrättades distriktet Ytterby, med samma omfattning som församlingen hade 1999/2000.  
Socknen har tillhört län, fögderier, tingslag och domsagor enligt vad som beskrivs i artikeln Inlands Södre härad. De indelta soldaterna tillhörde Bohusläns regemente, Södra kompaniet och de indelta båtsmännen tillhörde 2:a Bohusläns båtsmanskompani.

## Geografi och natur
Ytterby socken ligger närmast väster och norr om Kungälv norr om Nordre älv och med Göta älv i öster. Socknen är en slättbygd med spridda bergplatåer.
I socknen finns tre naturreservat. Göta och Nordre älvs dalgångar som delas med Harestads socken i Kungälvs kommun samt Säve och Rödbo socknar i Göteborgs kommun ingår i EU-nätverket Natura 2000 medan Guddehjälm och Marieberg är kommunala naturreservat.
Sätesgårdar var Kastellegården, Mariebergs säteri och Trankärrs säteri.

## Fornlämningar

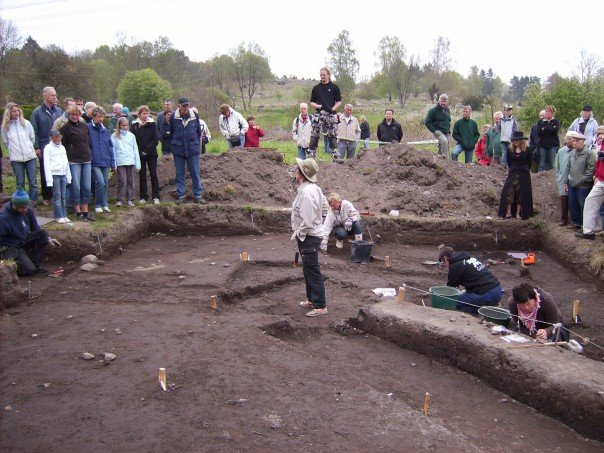
Arkeologidag för allmänheten, vid ett av två utgrävningsområden i Ytterby. Detta söder om det stora gravfältet Stora Smällen.

Boplatser och fyra hällkistor från stenåldern är funna. Från bronsåldern finns gravrösen och ett par hällristningar. Från järnåldern finns tio gravfält och en fornborg.
I Ytterby har utgrävningar gjorts i Gravfältet Västra Porten-Stora smällen. Det finns dessutom gravfält av mindre storlek i närheten av Västra Porten - Stora Smällen, som är namngivet efter två närbelägna torp och inte verkar ha varit något bygravfält, utan ett gårdsgravfält. De utgrävda gravgåvorna där tyder på högre ståndsstatus. Hästben hittades i tre av gravarna  och i hög 9, i den så kallade bärsärkens grav fanns tio björnklor som troligtvis är brända rester av en björnskinnsskjorta. Dessa låg i en urna tillsammans med brända benrester från en man och en kvinna, samt svinben och en folkvandringstida benkam. Vid sidan av utgrävningarna gjordes ett ovanligt fynd, norr om det egentliga gravfältet och som går under namnet Östra Porten, efter ett blixtnedslag i juli månad 1865. Blixten träffade en rund hög och i graven hittades bland annat två fingerringar av guld och en dräktnål av silver med förgyllning. Fibulan har kunnat dateras till tidig romersk järnålder. Vid sidan av fornlämningsområdet vid Ytterby så finns nästan alla järnålderstida gravtyper representerade. Av gravformerna är stensättningarna vanligast, därefter högarna, men det finns också rester av domarringar, skeppssättningar, resta stenar och en treudd.

## Befolkningsutveckling
Befolkningen ökade från 1 112 år 1810 till 1 871 1860 varefter den minskade till 1 211 1930 då den var som minst under 1900-talet. Därefter vände folkmängden uppåt igen till 5 947 år 1990.

## Namnet
Namnet skrevs 1353 Yttra by. Namnet 'den yttre' syftar på ett läge närmare havet än Kungälv.